# E. W. Bullinger
Ethelbert William Bullinger (Cantuária, 15 de dezembro de 1837 - Londres, 6 de junho de 1913) foi um clérigo anglicano e professor de estudos bíblicos.

## Biografia
Ele nasceu em Canterbury, Kent, na Inglaterra, o caçula de cinco filhos de William e Mary (Bent) Bullinger. Sua família traçou sua ancestralidade até Heinrich Bullinger, o reformador suíço.
Desde os 29 anos de idade tornou-se secretário da Sociedade Bíblica Trinitária, posição que ocupou até sua morte. Entre suas edições promovidas, estava a primeira edição com referências da Bíblia em português.
Como teólogo desenvolveu um esquema hermenêutico baseado no dispensacionalismo, que leva seu nome, bullinguismo ou ultra-dispensacionalismo. Entre outras coisas, cria na mortalidade da alma e no aniquilacionismo.
| Paradigma Dispensacional de Bullinger       | Paradigma Dispensacional de Bullinger                          | Paradigma Dispensacional de Bullinger                          | Paradigma Dispensacional de Bullinger       | Paradigma Dispensacional de Bullinger               | Paradigma Dispensacional de Bullinger           | Paradigma Dispensacional de Bullinger |
| ------------------------------------------- | -------------------------------------------------------------- | -------------------------------------------------------------- | ------------------------------------------- | --------------------------------------------------- | ----------------------------------------------- | ------------------------------------- |
| Estado de Inocência Edênica                 | Período sem Lei                                                | Período sob a Lei                                              | Período da Graça                            | Época do julgamento                                 | Era milenial                                    | O eterno estado da Glória             |
| Gênesis 1-3 terminou com a expulsão do Édem | Gênesis 4 a Êxodo 19 terminou com o dilúvio e a torre de Babel | Êxodo 20 a Atos 28 terminou com a rejeição por Israel da graça | Igreja Cristã terminará com o Dia do Senhor | Tribulação terminará com a destruição do Anticristo | Apo. 20:4-6 terminará com a destruição de Satan | Apo. 20-22 sem fim                    |